# Morti il 1º settembre
| Questa pagina contiene informazioni ricavate automaticamente dalle voci biografiche con l'ausilio del template Bio e di un bot. L'aggiornamento è periodico e automatico e ricostruisce completamente la pagina. Se manca una persona in questa lista, sei pregato di non aggiungerla, ma accertati piuttosto che la sua voce biografica contenga il template Bio e che i dati anagrafici siano correttamente compilati. Se il template Bio manca, inseriscilo tu stesso o, in alternativa, metti l'avviso {{tmp\|Bio}} che ne segnala la mancanza. Se i dati riportati sono sbagliati, correggi direttamente la voce biografica; le modifiche saranno visibili in questa lista entro pochi giorni. Per chiarimenti vedi il progetto biografie. La lista contiene solo le 476 persone che sono citate nell'enciclopedia e per le quali è stato implementato correttamente il template Bio. Pagina aggiornata al 17 ago 2025. |

## II secolo(1)
- 138 - Terenziano di Todi, vescovo romano

## VII secolo(1)
- 672 - Reccesvindo, sovrano visigoto

## VIII secolo(2)
- 799 - Geroldo di Baviera, nobile tedesco
- 799 - Musa al-Kazim, imam (n. 745)

## IX secolo(1)
- 870 - Bukhari (n. 810)

## XI secolo(4)
- 1010 - Ermengol I di Urgell, conte
- 1015 - Gero II, nobile tedesco
- 1054 - García III Sánchez di Navarra, re (n. 1016)
- 1067 - Baldovino V di Fiandra, conte

## XII secolo(5)
- 1126 - Świętosława di Polonia, nobile polacca
- 1127 - Álmos d'Ungheria, nobile ungherese
- 1159 - Papa Adriano IV, papa, cardinale e abate inglese
- 1173 - Stamira, patriota italiana
- 1198 - Dolce di Barcellona, sovrana (n. 1160)

## XIII secolo(3)
- 1256 - Kujō Yoritsune, militare giapponese (n. 1218)
- 1262 - Giuliana di Collalto, monaca cristiana italiana
- 1274 - Dolcelina, religiosa francese

## XIV secolo(6)
- 1313 - Emerico di Quart, vescovo cattolico italiano
- 1327 - Foulques de Villaret, generale francese
- 1339 - Enrico XIV di Baviera, nobile tedesco (n. 1305)
- 1367 - Giovanna Soderini, religiosa italiana (n. 1301)
- 1375 - Filippo d'Orléans, duca francese (n. 1336)
- 1384 - Magnus I di Meclemburgo-Schwerin, duca tedesco (n. 1345)

## XV secolo(5)
- 1435 - Frank Kirskorf
- 1472 - Elisabetta Maria Sforza, marchesa (n. 1456)
- 1477 - Tebaldo di Lussemburgo, cardinale e vescovo cattolico francese (n. 1410)
- 1480 - Ulrico V di Württemberg, conte (n. 1413)
- 1482 - Pier Maria II de' Rossi, condottiero italiano (n. 1413)

## XVI secolo(14)
- 1507 - Girolamo Basso della Rovere, cardinale italiano (n. 1434)
- 1522 - Antonio Fiorentino della Cava, architetto e ingegnere italiano (n. 1451)
- 1536 - Luigi Caracciolo, vescovo cattolico italiano
- 1545 - Francesco di Borbone-Vendôme, generale francese (n. 1491)
- 1551 - François de Connan, giurista francese (n. 1508)
- 1557 - Jacques Cartier, esploratore francese (n. 1491)
- 1566 - Taddeo Zuccari, pittore italiano (n. 1529)
- 1566 - Giovanni V di Parthenay, nobile francese (n. 1512)
- 1569 - Marija Temrjukovna, imperatrice russa
- 1573 - Akao Kiyotsuna, militare giapponese (n. 1514)
- 1574 - Guru Amar Das, scrittore indiano (n. 1479)
- 1581 - Guru Ram Das (n. 1534)
- 1589 - Pedro Malón de Chaide, scrittore e teologo spagnolo (n. 1530)
- 1600 - Tadeáš Hájek, medico e astronomo ceco

## XVII secolo(13)
- 1603 - Barnim X di Pomerania, tedesco (n. 1549)
- 1603 - Buonviso Buonvisi, cardinale e arcivescovo cattolico italiano (n. 1551)
- 1615 - Étienne Pasquier, scrittore, giurista e storico francese (n. 1529)
- 1615 - Innocenzo a Prato, nobile, storico e letterato italiano (n. 1550)
- 1621 - Bahāʾ al-Dīn al-ʿĀmilī, filosofo, architetto e matematico arabo (n. 1547)
- 1623 - Marco Antonio Gozzadini, cardinale e vescovo cattolico italiano (n. 1574)
- 1648 - Marin Mersenne, teologo, filosofo e matematico francese (n. 1588)
- 1658 - Francesco Lucio, compositore e organista italiano
- 1674 - Augusta Maddalena d'Assia-Darmstadt, poetessa tedesca (n. 1657)
- 1678 - Jan Bruegel il Giovane, pittore fiammingo (n. 1601)
- 1680 - Anna Sofia del Palatinato-Zweibrücken-Birkenfeld, religiosa tedesca (n. 1619)
- 1680 - Henriette Sélincart, modella francese (n. 1644)
- 1696 - Antonio Latini, cuoco italiano (n. 1642)

## XVIII secolo(23)
- 1706 - Cornelis de Man, pittore olandese (n. 1621)
- 1714 - Alessandro Baratta, pittore italiano (n. 1639)
- 1715 - François Girardon, scultore francese (n. 1628)
- 1715 - Luigi XIV di Francia, re francese (n. 1638)
- 1721 - Benedetto Bacchini, religioso, storico e critico letterario italiano (n. 1651)
- 1729 - Richard Steele, scrittore, saggista e politico britannico (n. 1671)
- 1744 - Federico Antonio di Schwarzburg-Rudolstadt, nobile tedesco (n. 1692)
- 1764 - Sebastiano Conca, pittore italiano (n. 1680)
- 1766 - Peter Anich, cartografo austriaco (n. 1723)
- 1767 - Jules-Robert de Cotte, architetto francese (n. 1683)
- 1770 - Hannah Glasse, scrittrice inglese (n. 1708)
- 1770 - Vespasiano Ripa Buschetti di Giaglione, nobile italiano (n. 1711)
- 1774 - Innocenzo Gorgoni, arcivescovo cattolico italiano (n. 1708)
- 1776 - Ludwig Christoph Heinrich Hölty, poeta tedesco (n. 1748)
- 1776 - Augustin Roux, traduttore e medico francese (n. 1726)
- 1778 - Cristina Enrichetta d'Assia-Rheinfels-Rotenburg, principessa tedesca (n. 1717)
- 1783 - Ignazio De Blasi, storico italiano (n. 1717)
- 1784 - Jean-François Séguier, naturalista francese (n. 1703)
- 1786 - Ignazio Paternò Castello, archeologo e mecenate italiano (n. 1719)
- 1788 - Emmanuel Armand de Vignerot du Plessis, politico, militare e nobile francese (n. 1720)
- 1794 - Catherine Théot, sensitiva francese (n. 1716)
- 1796 - David Murray, II conte di Mansfield, politico britannico (n. 1727)
- 1799 - Maurizio Giuseppe di Savoia, principe italiano (n. 1762)

## XIX secolo(47)
- 1804 - Ludovico Savioli, nobile, poeta e storico italiano (n. 1729)
- 1806 - Edward Nairne, artigiano inglese (n. 1726)
- 1807 - Samuel Blodgett, avvocato e imprenditore statunitense (n. 1724)
- 1807 - Nicolas Lafrensen, pittore e miniaturista svedese (n. 1737)
- 1809 - Johann Friedrich August Göttling, chimico tedesco (n. 1753)
- 1810 - Francesco Lomonaco, patriota, scrittore e filosofo italiano (n. 1772)
- 1814 - Giuseppe Rosati, medico, agronomo e matematico italiano (n. 1752)
- 1814 - Charles de La Font de Savine, vescovo cattolico francese (n. 1742)
- 1818 - Robert Calder, ammiraglio britannico (n. 1745)
- 1827 - Georg Heinrich Rudolf Johan von Reiswitz, militare e autore di giochi tedesco (n. 1794)
- 1831 - Alexis Balthazar Henri Schauenburg, generale francese (n. 1748)
- 1838 - William Clark, esploratore statunitense (n. 1770)
- 1840 - Marie Schellinck, belga (n. 1757)
- 1840 - Julius Hermann Schultes, botanico austriaco (n. 1804)
- 1842 - Anton Friedrich Mittrowsky von Mittrowitz und Nemischl, politico e nobile boemo (n. 1770)
- 1842 - Edward Somerset, generale britannico (n. 1776)
- 1845 - Pietro Polar, imprenditore, magistrato e politico svizzero (n. 1773)
- 1847 - Eugenia di Leuchtenberg, principessa tedesca (n. 1808)
- 1851 - Narciso López, patriota venezuelano (n. 1797)
- 1855 - Bernhard Thiersch, docente prussiano (n. 1793)
- 1856 - William Yarrell, naturalista britannico (n. 1784)
- 1859 - Louis-Marie Querbes, presbitero francese (n. 1793)
- 1860 - Domenico Adamini, architetto svizzero (n. 1792)
- 1862 - Philip Kearny, generale statunitense (n. 1815)
- 1866 - Léon Gozlan, scrittore francese (n. 1803)
- 1867 - Cornelia Rossi Martinetti, nobile italiana (n. 1771)
- 1868 - Ferenc Gyulay, generale e politico ungherese (n. 1798)
- 1869 - Leonzio Massa Saluzzo, magistrato e politico italiano (n. 1799)
- 1870 - Claude Jules Isidore Manéque, generale francese (n. 1812)
- 1870 - Joseph Anton von Maffei, imprenditore e ingegnere tedesco (n. 1790)
- 1875 - Fëdor Antonovič Bruni, pittore russo (n. 1800)
- 1877 - Giovanni Codazza, ingegnere, fisico e matematico italiano (n. 1816)
- 1878 - Ataï
- 1879 - Hippolyte Sebron, pittore e fotografo francese (n. 1801)
- 1881 - Ludwig von Pulz, generale austriaco (n. 1822)
- 1886 - Betty von Rothschild, filantropa austriaca (n. 1805)
- 1887 - Antonio Cappelli, storico italiano (n. 1818)
- 1888 - Şehzade Mahmud Celaleddin, principe ottomano (n. 1862)
- 1889 - António Bernardo da Costa Cabral, politico portoghese (n. 1803)
- 1889 - Johann Karl von Huyn, generale austriaco (n. 1812)
- 1890 - Tiberio Berardi, politico italiano (n. 1815)
- 1894 - Nathaniel Banks, politico e generale statunitense (n. 1816)
- 1894 - Boston Corbett, militare statunitense (n. 1832)
- 1896 - Claude Casimir Gillet, botanico e micologo francese (n. 1806)
- 1896 - Johann Evangelist Habert, compositore austriaco (n. 1833)
- 1898 - Robert von Zimmermann, filosofo austriaco (n. 1824)
- 1899 - Antonio Cua, matematico italiano (n. 1819)

## XX secolo(227)
- 1901 - Vito Leto, presbitero e inventore italiano (n. 1838)
- 1903 - Bernard Lazare, giornalista, critico letterario e saggista francese (n. 1865)
- 1903 - Charles Renouvier, filosofo francese (n. 1815)
- 1905 - Corrado Avolio, romanziere e glottologo italiano (n. 1843)
- 1905 - Luigi Bolis, tenore italiano (n. 1839)
- 1905 - Guglielmo Cappa, ingegnere italiano (n. 1844)
- 1905 - Luigi Dei Bei, magistrato e politico italiano (n. 1830)
- 1906 - Giuseppe Giacosa, drammaturgo, scrittore e librettista italiano (n. 1847)
- 1910 - Vittorio Betteloni, poeta italiano (n. 1840)
- 1912 - Napoleone Bertoglio Pisani, scrittore, storico e archeologo italiano (n. 1845)
- 1912 - Samuel Coleridge-Taylor, compositore e direttore d'orchestra britannico (n. 1875)
- 1912 - Giuseppe Ricca Salerno, economista italiano (n. 1849)
- 1913 - Rajendra Narayan, principe indiano (n. 1882)
- 1914 - Ekaterina Grigor'evna Barteneva, rivoluzionaria russa (n. 1843)
- 1915 - Francesco Guicciardini, politico italiano (n. 1851)
- 1915 - August Stramm, poeta e drammaturgo tedesco (n. 1874)
- 1917 - Arturo Dell'Oro, aviatore italiano (n. 1896)
- 1917 - Eduard Raehlmann, oculista tedesco (n. 1848)
- 1918 - Giovan Pietro Grimaldi, fisico italiano (n. 1860)
- 1922 - Edmund Blair Leighton, pittore britannico (n. 1853)
- 1922 - Samu Pecz, architetto ungherese (n. 1854)
- 1922 - Elena di Waldeck e Pyrmont, nobile tedesca (n. 1861)
- 1924 - Joseph Blackburne, scacchista britannico (n. 1841)
- 1924 - Zeynalabdin Taghiyev, imprenditore e filantropo azero (n. 1821)
- 1925 - Alan Riverstone McCulloch, ittiologo australiano (n. 1885)
- 1927 - Emil Müller, matematico austriaco (n. 1861)
- 1929 - Cesare Calciati, esploratore italiano (n. 1885)
- 1929 - Louis Capitan, medico e antropologo francese (n. 1854)
- 1929 - Giovanni Romagnoli, militare italiano (n. 1897)
- 1931 - Enric Sagnier, architetto spagnolo (n. 1858)
- 1932 - Irene Abendroth, soprano austriaco (n. 1872)
- 1932 - Guy Oliver, attore statunitense (n. 1878)
- 1932 - Bhim Shamsher Jang Bahadur Rana, politico nepalese (n. 1865)
- 1933 - William Grant Craib, botanico britannico (n. 1882)
- 1933 - Christian Schreiber, vescovo cattolico tedesco (n. 1872)
- 1934 - Fanny Davies, pianista britannica (n. 1861)
- 1934 - Yumeji Takehisa, poeta e pittore giapponese (n. 1884)
- 1935 - Adolphe Messimy, politico francese (n. 1869)
- 1936 - Charles Aman, canottiere statunitense (n. 1887)
- 1936 - Achille Malaspina, calciatore italiano
- 1936 - Konstantin Schmidt von Knobelsdorf, generale tedesco (n. 1860)
- 1940 - Gregorio Aglipay, presbitero, rivoluzionario e attivista filippino (n. 1860)
- 1940 - André Eugène Costilhes, pittore e decoratore francese (n. 1865)
- 1940 - John Henry Tilden, medico statunitense (n. 1851)
- 1940 - Lillian Wald, infermiera e attivista statunitense (n. 1867)
- 1941 - Vivien Chartres, violinista britannica (n. 1893)
- 1941 - Jiří Orten, poeta cecoslovacco (n. 1919)
- 1941 - George Pardee, politico statunitense (n. 1857)
- 1942 - Giuseppe Baisi, militare italiano (n. 1914)
- 1942 - James Juvenal, canottiere statunitense (n. 1874)
- 1943 - Albert Durand, militare e aviatore francese (n. 1918)
- 1943 - Harry McCoy, attore, sceneggiatore e regista statunitense (n. 1893)
- 1943 - Arthur Streeton, pittore australiano (n. 1867)
- 1943 - W. W. Jacobs, scrittore inglese (n. 1863)
- 1944 - Werther Gaiani, calciatore italiano (n. 1925)
- 1944 - Bernard Premsela, sessuologo olandese (n. 1889)
- 1944 - Liviu Rebreanu, scrittore e giornalista romeno (n. 1885)
- 1945 - Manlio Candrilli, militare italiano (n. 1893)
- 1945 - Frank Craven, attore, sceneggiatore e regista statunitense (n. 1875)
- 1945 - Adolfo Giuriato, poeta italiano (n. 1881)
- 1947 - Frederick Russell Burnham, militare, mercenario e scrittore statunitense (n. 1861)
- 1947 - Kosta Kota, politico albanese (n. 1886)
- 1947 - Clotilde von Mensdorff-Pouilly, nobile, attivista e diplomatica austriaca (n. 1867)
- 1948 - Charles Austin Beard, storico, scrittore e sociologo statunitense (n. 1874)
- 1948 - Giuseppina Cobelli, soprano italiano (n. 1898)
- 1948 - Frank Hall Crane, attore, regista e sceneggiatore statunitense (n. 1873)
- 1948 - Feng Yuxiang, generale e politico cinese (n. 1882)
- 1948 - Georges Pallu, sceneggiatore e regista francese (n. 1869)
- 1948 - Thomas Parnell, fisico australiano (n. 1881)
- 1948 - Cesare Pintus, politico, partigiano e avvocato italiano (n. 1901)
- 1948 - Muhammad VII al-Munsif, sovrano tunisino (n. 1881)
- 1949 - Felice Galazzi, ciclista su strada italiano (n. 1882)
- 1950 - Fritz Kampers, attore tedesco (n. 1891)
- 1950 - Maciej Nowicki, architetto polacco (n. 1910)
- 1950 - Taddeo Orlando, generale e politico italiano (n. 1885)
- 1951 - Georgij Petrovič Fedotov, storico russo (n. 1886)
- 1951 - Giuseppe Girani, calciatore e allenatore di calcio italiano (n. 1897)
- 1951 - Louis Lavelle, filosofo francese (n. 1883)
- 1951 - Nellie McClung, politica, scrittrice e attivista canadese (n. 1873)
- 1951 - Augusto Raffaele Occhialini, fisico e divulgatore scientifico italiano (n. 1878)
- 1951 - Wols, pittore, fotografo e grafico tedesco (n. 1913)
- 1953 - Alfons Dopsch, storico austriaco (n. 1868)
- 1953 - Robert Knud Pilger, botanico tedesco (n. 1876)
- 1953 - Jacques Thibaud, violinista francese (n. 1880)
- 1954 - Harry Cording, attore britannico (n. 1891)
- 1955 - Aldo Fedeli, politico italiano (n. 1895)
- 1955 - Friedrich von Prittwitz und Gaffron, politico e ambasciatore tedesco (n. 1884)
- 1957 - Dennis Brain, cornista britannico (n. 1921)
- 1957 - Cesare Giovara, politico e prefetto italiano (n. 1878)
- 1957 - Libero Lodolo, calciatore italiano (n. 1903)
- 1957 - Wilhelm Nusselt, ingegnere tedesco (n. 1882)
- 1958 - Arthur Page, tennista britannico (n. 1868)
- 1959 - Cesare Manaresi, archivista, paleografo e diplomatista italiano (n. 1880)
- 1959 - Curt Rothenberger, giurista tedesco (n. 1896)
- 1959 - Frithjof Tønnesen, calciatore norvegese (n. 1894)
- 1960 - Mario Riva, conduttore televisivo, conduttore radiofonico e attore italiano (n. 1913)
- 1960 - Hisamuddin di Selangor, sovrano malese (n. 1898)
- 1960 - Fred Schmind, ginnasta e multiplista statunitense (n. 1881)
- 1961 - Raffaele Bastianelli, chirurgo e politico italiano (n. 1863)
- 1961 - William Zebulon Foster, politico e sindacalista statunitense (n. 1881)
- 1961 - Eero Saarinen, architetto e designer finlandese (n. 1910)
- 1962 - Hans-Jürgen von Arnim, generale tedesco (n. 1889)
- 1962 - Florence Lee, attrice statunitense (n. 1888)
- 1962 - György Szabó, calciatore ungherese (n. 1921)
- 1963 - Joe Shaw, calciatore e allenatore di calcio inglese (n. 1883)
- 1964 - John D'Angelico, liutaio statunitense (n. 1905)
- 1964 - Michele Lalli, giornalista e scrittore italiano (n. 1926)
- 1965 - Joe Lynch, pugile statunitense (n. 1898)
- 1966 - Mabel Capper, attivista britannica (n. 1888)
- 1966 - Antoine Mazairac, pistard olandese (n. 1901)
- 1966 - Harry Welfare, calciatore e allenatore di calcio inglese (n. 1888)
- 1967 - Ilse Koch, criminale di guerra tedesca (n. 1906)
- 1967 - Émile Kolb, calciatore lussemburghese (n. 1902)
- 1967 - Alberto Mantelli, musicologo e critico musicale italiano (n. 1909)
- 1967 - Siegfried Sassoon, poeta e militare inglese (n. 1886)
- 1967 - Harry Storer Jr., calciatore, allenatore di calcio e crickettista inglese (n. 1898)
- 1968 - Salvino Chiereghin, critico musicale e critico letterario italiano (n. 1901)
- 1968 - Giuseppe Enrici, ciclista su strada italiano (n. 1896)
- 1969 - Giovanni Ansaldo, giornalista e scrittore italiano (n. 1895)
- 1969 - Heinz Hax, tiratore a segno tedesco (n. 1900)
- 1969 - Michael Lippert, militare tedesco (n. 1897)
- 1969 - Auguste Liquois, fumettista e pittore francese (n. 1902)
- 1969 - Domenico Sisca, presbitero e storico italiano (n. 1888)
- 1969 - Max Weiler, allenatore di calcio e calciatore svizzero (n. 1900)
- 1970 - Tony Leach, calciatore inglese (n. 1903)
- 1970 - François Mauriac, scrittore, giornalista e drammaturgo francese (n. 1885)
- 1970 - Luigi Pantani, calciatore italiano (n. 1908)
- 1970 - Taira Shinken, artista marziale giapponese (n. 1897)
- 1971 - Dezider Milly, pittore e grafico slovacco (n. 1906)
- 1972 - Luigi Gianturco, avvocato e politico italiano (n. 1894)
- 1972 - Tor Lund, ginnasta norvegese (n. 1888)
- 1972 - Domenico Rambelli, scultore italiano (n. 1886)
- 1973 - Graziella Pareto, soprano spagnolo (n. 1889)
- 1973 - John Ridley Stroop, psicologo statunitense (n. 1897)
- 1974 - Einar Friis Baastad, calciatore norvegese (n. 1890)
- 1974 - Angelo Maria Crepet, pittore e docente italiano (n. 1885)
- 1974 - John Shelley, politico statunitense (n. 1905)
- 1974 - Corrado Zambelli, basso italiano (n. 1897)
- 1975 - Antonio Bellino Rosina, matematico italiano (n. 1904)
- 1976 - Vadal Peterson, allenatore di pallacanestro statunitense (n. 1892)
- 1977 - Vittorio Formentano, medico italiano (n. 1895)
- 1977 - Mario Fucini, generale e aviatore italiano (n. 1891)
- 1977 - Ethel Waters, cantante e attrice statunitense (n. 1896)
- 1978 - László Fodor, commediografo e giornalista ungherese (n. 1898)
- 1978 - Jenny-Laure Garcin, pittrice, regista e critica d'arte francese (n. 1896)
- 1978 - Jules Merviel, ciclista su strada e pistard francese (n. 1906)
- 1979 - Guido Della Bona, generale italiano (n. 1887)
- 1979 - Doris Kenyon, attrice statunitense (n. 1897)
- 1979 - Victor Lebrun, scrittore e attivista francese (n. 1882)
- 1979 - Emanuele Terrana, politico italiano (n. 1923)
- 1980 - Antonio Dazzi, politico e diplomatico italiano (n. 1905)
- 1980 - Enrico Galassi, pittore, architetto e poeta italiano (n. 1907)
- 1980 - Alessandro Perrone, editore, giornalista e cavaliere italiano (n. 1920)
- 1981 - Vincenzo Agnetti, pittore, scrittore e poeta italiano (n. 1926)
- 1981 - Stefano Bazoli, avvocato, politico e antifascista italiano (n. 1901)
- 1981 - Ann Harding, attrice statunitense (n. 1902)
- 1981 - Antonio Petrucci, sceneggiatore, regista e giornalista italiano (n. 1907)
- 1981 - Pietro Ravetti, calciatore italiano (n. 1895)
- 1981 - Albert Speer, architetto e politico tedesco (n. 1905)
- 1981 - Paschal Sweeney, vescovo cattolico e missionario australiano (n. 1912)
- 1982 - Ludwig Bieberbach, matematico tedesco (n. 1886)
- 1982 - Haskell Curry, matematico e logico statunitense (n. 1900)
- 1982 - Luciana Dolliver, cantante italiana (n. 1910)
- 1982 - Władysław Gomułka, politico polacco (n. 1905)
- 1982 - Isabel Cristina Mrad Campos, personalità religiosa brasiliana (n. 1962)
- 1982 - Piet Wijdekop, canoista olandese (n. 1912)
- 1984 - Pietro Lanzilotta, compositore e direttore di banda italiano (n. 1906)
- 1984 - Walter Laufer, nuotatore statunitense (n. 1906)
- 1984 - Sten Pettersson, ostacolista e velocista svedese (n. 1902)
- 1985 - Stefan Bellof, pilota automobilistico tedesco (n. 1957)
- 1985 - Saunders Lewis, poeta, storico e politico gallese (n. 1893)
- 1986 - Erminio Bercarich, calciatore italiano (n. 1923)
- 1986 - Murray Hamilton, attore statunitense (n. 1923)
- 1987 - Emilio Angeletti, calciatore italiano (n. 1915)
- 1987 - Gerhard Fieseler, aviatore e imprenditore tedesco (n. 1896)
- 1987 - Konrad Heubeck, militare tedesco (n. 1918)
- 1987 - Arnaldo Momigliano, storico italiano (n. 1908)
- 1987 - Ibrahim Sultan Ali, politico, imprenditore e attivista eritreo (n. 1909)
- 1988 - Luis Álvarez, fisico statunitense (n. 1911)
- 1988 - Glauco Gottardi, geologo italiano (n. 1928)
- 1988 - Hugh Hunt, scenografo statunitense (n. 1902)
- 1988 - Esmeralda Ruspoli, attrice e pittrice italiana (n. 1928)
- 1988 - Leonor Sullivan, politica statunitense (n. 1902)
- 1989 - Ettore Agazzani, calciatore italiano (n. 1902)
- 1989 - Albert Outler, presbitero, teologo e filosofo statunitense (n. 1908)
- 1989 - Kazimierz Deyna, calciatore polacco (n. 1947)
- 1989 - Henri Disy, pallanuotista belga (n. 1913)
- 1989 - Carmelo Elorduy, gesuita, traduttore e sinologo spagnolo (n. 1901)
- 1989 - Cyril Gill, velocista britannico (n. 1902)
- 1989 - Dionigi Panedda, storico e presbitero italiano (n. 1916)
- 1989 - Mario Venzo, gesuita e pittore italiano (n. 1900)
- 1990 - Afanasij Pavlant'evič Beloborodov, generale sovietico (n. 1903)
- 1990 - Geir Hallgrímsson, politico islandese (n. 1925)
- 1990 - Edwin O. Reischauer, linguista, orientalista e diplomatico statunitense (n. 1910)
- 1991 - Otl Aicher, designer tedesco (n. 1922)
- 1992 - Árni Böðvarsson, esperantista, filologo e lessicografo islandese (n. 1924)
- 1992 - Morris Carnovsky, attore statunitense (n. 1897)
- 1992 - Piotr Jaroszewicz, politico polacco (n. 1909)
- 1993 - Fritz Cremer, scultore e grafico tedesco (n. 1906)
- 1993 - Pietro Lorenzini, calciatore italiano (n. 1907)
- 1993 - Aleksej Vachonin, sollevatore sovietico (n. 1935)
- 1994 - Hollis Chenery, economista statunitense (n. 1918)
- 1994 - Boris Malenko, wrestler statunitense (n. 1933)
- 1995 - Julián Berrendero, ciclista su strada e ciclocrossista spagnolo (n. 1912)
- 1995 - Basilio Cabas, calciatore italiano (n. 1931)
- 1995 - Franco Escoffiér, giornalista e scrittore italiano (n. 1930)
- 1995 - Joseph N. Gallo, mafioso statunitense (n. 1912)
- 1995 - Wilhelm Sold, calciatore e allenatore di calcio tedesco (n. 1911)
- 1995 - Gino Sopracordevole, canottiere italiano (n. 1904)
- 1995 - Benay Venuta, attrice statunitense (n. 1910)
- 1995 - Solomon Abramovič Šuster, regista sovietico (n. 1934)
- 1996 - Vagn Holmboe, compositore danese (n. 1909)
- 1996 - Federico Pietro Mignani, politico italiano (n. 1920)
- 1996 - Ion Oblemenco, allenatore di calcio e calciatore rumeno (n. 1945)
- 1996 - Padre Adam, monaco cristiano tedesco (n. 1898)
- 1997 - Boris Balinsky, biologo e entomologo ucraino (n. 1905)
- 1997 - Karl Berg, arcivescovo cattolico austriaco (n. 1908)
- 1997 - Zoltán Czibor, calciatore ungherese (n. 1929)
- 1997 - Reidar Olsen, calciatore norvegese (n. 1910)
- 1997 - Konstantin Reva, pallavolista e allenatore di pallavolo sovietico (n. 1921)
- 1997 - Pacifico Saldari, politico italiano (n. 1923)
- 1997 - Severino Saoncella, pittore, scultore e fotografo italiano (n. 1906)
- 1998 - Ugo Pifferi, canottiere italiano (n. 1930)
- 1999 - Doreen Valiente, scrittrice e poetessa britannica (n. 1922)
- 1999 - Michele Topa, giornalista e scrittore italiano (n. 1925)
- 2000 - August Lütke-Westhues, cavaliere tedesco (n. 1926)
- 2000 - Guido Tagliaferri, fisico italiano (n. 1920)

## XXI secolo(124)
- 2001 - Pepi Cereda, giornalista italiano
- 2001 - Bobby Evans, calciatore e allenatore di calcio scozzese (n. 1927)
- 2001 - Budimir Alekseevič Metal'nikov, sceneggiatore e regista sovietico (n. 1925)
- 2003 - Rand Brooks, attore statunitense (n. 1918)
- 2003 - Pasquale Buonocore, pallanuotista italiano (n. 1916)
- 2003 - Pepillo, calciatore spagnolo (n. 1934)
- 2003 - Carlo Egger, latinista e abate austriaco (n. 1914)
- 2003 - Albert Frey, militare tedesco (n. 1913)
- 2003 - Terry Frost, pittore inglese (n. 1915)
- 2003 - Fernando Lomi, calciatore italiano (n. 1916)
- 2003 - Kay Nelson, costumista statunitense (n. 1909)
- 2003 - Ramón Serrano Súñer, politico spagnolo (n. 1901)
- 2003 - Jack Smight, regista e attore statunitense (n. 1925)
- 2004 - Kaye Elhardt, attrice statunitense (n. 1935)
- 2005 - Manuel Ausensi, baritono spagnolo (n. 1919)
- 2005 - Aldo Bonomo, avvocato italiano (n. 1929)
- 2005 - R. L. Burnside, chitarrista e cantante statunitense (n. 1926)
- 2005 - Thanos Livaditis, attore e sceneggiatore greco (n. 1934)
- 2006 - Pietro Broccini, allenatore di calcio e calciatore italiano (n. 1928)
- 2006 - Severino Compagnoni, fondista italiano (n. 1914)
- 2006 - Nellie Connally, first lady statunitense (n. 1919)
- 2006 - Emerich Coreth, presbitero, teologo e filosofo austriaco (n. 1919)
- 2006 - Pietro D'Ambrosio, politico, insegnante e scrittore italiano (n. 1924)
- 2006 - Marziano Guglielminetti, critico letterario e storico della letteratura italiano (n. 1937)
- 2006 - Raffaello Orsero, imprenditore, dirigente d'azienda e armatore italiano (n. 1937)
- 2007 - Giuseppe Pera, giurista italiano (n. 1928)
- 2007 - Viliam Schrojf, calciatore cecoslovacco (n. 1931)
- 2008 - Carl Kaufmann, velocista tedesco (n. 1936)
- 2008 - Don LaFontaine, doppiatore statunitense (n. 1940)
- 2008 - Michael Pate, attore e regista australiano (n. 1920)
- 2008 - Jerry Reed, cantautore e attore statunitense (n. 1937)
- 2008 - Oded Schramm, matematico israeliano (n. 1961)
- 2008 - Iorio Vivarelli, scultore italiano (n. 1922)
- 2009 - Helmut Fottner, calciatore tedesco (n. 1927)
- 2009 - Jang Jin-young, attrice e modella sudcoreana (n. 1974)
- 2009 - Gianfranco Maselli, compositore, organista e musicologo italiano (n. 1929)
- 2009 - Gianni Meanti, calciatore italiano (n. 1935)
- 2009 - Francis Rogallo, ingegnere e inventore statunitense (n. 1912)
- 2009 - Teresa Sarti Strada, filantropa italiana (n. 1946)
- 2009 - John Stephens, giocatore di football americano statunitense (n. 1966)
- 2009 - Turi Vasile, produttore cinematografico, regista e sceneggiatore italiano (n. 1922)
- 2009 - Paulo Rafael de Oliveira Ramos, calciatore brasiliano (n. 1985)
- 2010 - Franco Morgan, doppiatore italiano (n. 1930)
- 2010 - Gino Donato, attore e doppiatore italiano (n. 1927)
- 2010 - Vittorio Folonari, bobbista italiano (n. 1915)
- 2010 - Cammie King, attrice statunitense (n. 1934)
- 2011 - Mark Blackburn, numismatico britannico (n. 1953)
- 2011 - Gianfranco Chiavacci, artista italiano (n. 1936)
- 2011 - Alberto Mario Cirese, antropologo italiano (n. 1921)
- 2011 - Tony Hapgood, calciatore inglese (n. 1930)
- 2011 - Aride Rossi, sindacalista e politico italiano (n. 1922)
- 2011 - Giulio Ruffini, artista e pittore italiano (n. 1921)
- 2011 - Mauro Zambuto, doppiatore italiano (n. 1918)
- 2012 - Hal David, poeta e paroliere statunitense (n. 1921)
- 2012 - Cristanziano Serricchio, poeta e scrittore italiano (n. 1922)
- 2013 - Carlos Blanco Hernández, sceneggiatore spagnolo (n. 1917)
- 2013 - Joaquim Justino Carreira, vescovo cattolico portoghese (n. 1950)
- 2013 - Pál Csernai, allenatore di calcio e calciatore ungherese (n. 1932)
- 2013 - Ignacio Eizaguirre, allenatore di calcio e calciatore spagnolo (n. 1920)
- 2013 - Tommy Morrison, pugile e attore statunitense (n. 1969)
- 2014 - Ralf Bendix, cantante, produttore discografico e compositore tedesco (n. 1924)
- 2014 - Dillard Crocker, cestista statunitense (n. 1925)
- 2014 - Tiraje Dikmen, pittrice turca (n. 1923)
- 2014 - Ahmed Abdi Godane, terrorista somalo (n. 1977)
- 2014 - Jimi Jamison, cantante, chitarrista e pianista statunitense (n. 1951)
- 2014 - Gottfried John, attore tedesco (n. 1942)
- 2014 - Diego Pini, dirigente sportivo italiano (n. 1946)
- 2014 - Antonio Soda, magistrato e politico italiano (n. 1943)
- 2014 - Elena Varzi, attrice italiana (n. 1926)
- 2015 - Manlio Cancogni, scrittore e giornalista italiano (n. 1916)
- 2015 - Gurgen Dalibaltayan, generale armeno (n. 1926)
- 2015 - Eric Davidson, biologo statunitense (n. 1937)
- 2015 - Charles Kumi Gyamfi, allenatore di calcio e calciatore ghanese (n. 1929)
- 2015 - Dean Jones, attore statunitense (n. 1931)
- 2015 - Antonio Nirta, mafioso italiano (n. 1919)
- 2015 - Gianfranco Sommaggio, mezzofondista italiano (n. 1937)
- 2015 - Aleksandar Stipčević, archeologo, bibliografo e bibliotecario croato (n. 1930)
- 2015 - Riccardo Venturini, medico e psicologo italiano (n. 1929)
- 2016 - Claudia Butenuth, attrice tedesca (n. 1945)
- 2016 - Kerson Huang, fisico e traduttore cinese (n. 1928)
- 2016 - Emilio Pianezzola, latinista italiano (n. 1935)
- 2016 - Jon Polito, attore statunitense (n. 1950)
- 2016 - Vinicio Sabbatini, calciatore italiano (n. 1925)
- 2016 - Mirko Tiepolo, ciclista su strada e ciclocrossista italiano (n. 1922)
- 2017 - Armando Aste, alpinista italiano (n. 1926)
- 2017 - Shelley Berman, attore e comico statunitense (n. 1925)
- 2017 - Antonio Girfatti, politico italiano (n. 1939)
- 2017 - Charles Gordon-Lennox, X duca di Richmond, nobile britannico (n. 1929)
- 2017 - Elizabeth Kemp, attrice statunitense (n. 1951)
- 2017 - Cormac Murphy-O'Connor, cardinale e arcivescovo cattolico britannico (n. 1932)
- 2018 - Carl Duering, attore inglese (n. 1923)
- 2018 - Margit Sandemo, scrittrice norvegese (n. 1924)
- 2018 - Antonio Toldo, fumettista italiano (n. 1923)
- 2018 - Randy Weston, pianista statunitense (n. 1926)
- 2019 - George Abe, fumettista giapponese (n. 1937)
- 2019 - Alberto Goldman, politico brasiliano (n. 1937)
- 2019 - Edo Zanki, cantautore, compositore e produttore discografico tedesco (n. 1952)
- 2020 - Sheila Ingram, velocista statunitense (n. 1957)
- 2020 - Edoardo Longarini, imprenditore e dirigente sportivo italiano (n. 1931)
- 2020 - Erick Morillo, disc jockey e produttore discografico statunitense (n. 1971)
- 2021 - Jean-Denis Bredin, avvocato e scrittore francese (n. 1929)
- 2021 - Anna Cataldi, giornalista, scrittrice e produttrice cinematografica italiana (n. 1939)
- 2021 - Paul Chillan, calciatore francese (n. 1935)
- 2021 - Jürgen Ciezki, sollevatore tedesco (n. 1952)
- 2021 - Daffney, wrestler statunitense (n. 1975)
- 2021 - George Martin, attore e sceneggiatore spagnolo (n. 1937)
- 2021 - Alessandro Martinengo, ispanista italiano (n. 1930)
- 2021 - Juan Rodríguez, calciatore cileno (n. 1944)
- 2021 - Leopoldo Serantes, pugile filippino (n. 1962)
- 2022 - Barbara Ehrenreich, giornalista, scrittrice e attivista statunitense (n. 1941)
- 2022 - Ravil Maganov, imprenditore e dirigente d'azienda russo (n. 1954)
- 2022 - Jack Marchal, politico, musicista e fumettista francese (n. 1946)
- 2022 - Franco Mazzei, orientalista italiano (n. 1939)
- 2022 - Gerardo Mazziotti, architetto italiano (n. 1924)
- 2022 - Earnie Shavers, pugile statunitense (n. 1944)
- 2023 - Jimmy Buffett, cantautore, musicista e scrittore statunitense (n. 1946)
- 2023 - Luca Canfora, costumista italiano (n. 1972)
- 2023 - Giorgio Patrizi, critico letterario e storico della letteratura italiano (n. 1949)
- 2023 - Bill Richardson, diplomatico e politico statunitense (n. 1947)
- 2023 - Theodor Schober, cestista e allenatore di pallacanestro tedesco (n. 1928)
- 2023 - Ludovic Vaty, cestista francese (n. 1988)
- 2024 - Denis George Browne, vescovo cattolico neozelandese (n. 1937)
- 2024 - Budimir Lončar, politico, diplomatico e funzionario jugoslavo (n. 1924)
- 2024 - Sergio Rivero Kuhn, calciatore boliviano (n. 1963)